# I, the Mask
I, the Mask ist das 13. Studioalbum der schwedischen Metal-Band In Flames. Das Album erschien am 1. März 2019 über Nuclear Blast. Es ist das zweite und letzte Album mit dem Schlagzeuger Joe Rickard, der aufgrund von Rückenproblemen nicht mehr für die Band tätig sein konnte, bei allen Titeln des Albums bis auf (This Is Our) House aber noch mitspielte. Bei letzterem Stück spielte bereits der von Rickard empfohlene neue Schlagzeuger Tanner Wayne. Zudem ist statt dem langjährigen Bassisten Peter Iwers nun erstmals Bryce Paul Newman zu hören sowie letztmals Gitarrist Niclas Engelin.

## Entstehung und Veröffentlichung
Das Album wurde wie bereits der Vorgänger Battles mit Howard Benson in den West Valley Studios, Woodland Hills, Kalifornien, aufgenommen. Benson war auch erneut am Songwriting beteiligt. Auch das Artwork stammt wie beim Vorgänger von Blake Armstrong. Fünf Singles wurden veröffentlicht, I Am Above, (This Is Our) House, I, the Mask, Burn und Follow Me.

## Titelliste
Alle Titel wurden von Anders Fridén, Björn Gelotte und Howard Benson geschrieben, außer In This Life, das von Fridén, Gelotte, Benson, Seann Bowe und Lenny Skolnik geschrieben wurde.
| Nr.          | Titel               | Länge |
| ------------ | ------------------- | ----- |
| 1.           | Voices              | 4:47  |
| 2.           | I, the Mask         | 3:41  |
| 3.           | Call My Name        | 3:33  |
| 4.           | I Am Above          | 3:49  |
| 5.           | Follow Me           | 4:55  |
| 6.           | (This Is Our) House | 4:18  |
| 7.           | We Will Remember    | 4:04  |
| 8.           | In This Life        | 3:52  |
| 9.           | Burn                | 3:43  |
| 10.          | Deep Inside         | 4:21  |
| 11.          | All the Pain        | 4:29  |
| 12.          | Stay with Me        | 5:16  |
| Gesamtlänge: | Gesamtlänge:        | 50:48 |

## Rezeption
Das Magazin Rock Hard bewertete das Album mit sieben von zehn Punkten. Matthias Weckmann urteilte im Metal Hammer: „Die Leichtigkeit der Melodielinien, die rhythmisch schlau gesetzten Kontrapunkte, die fantastisch inszenierten Spitzen, das Gesamtgefüge, das zwischen Modern Rock und den (immer noch vorhandenen) Rückgriffen auf den tödlichen Würgegriff ein reiches Repertoire bietet, wird aktuell von kaum einer anderen Band so konsequent und überzeugend dargeboten wie von In Flames. Herz, Hirn, Headbanger – alles da. I, the Mask zeigt kein neues Gesicht dieser Ausnahme-Band, zaubert aber jedem offenen Metaller ein breites Grinsen ins Gesicht. Definitiver Top Ten-Kandidat 2019.“ Die Bewertung lag bei sechs von sieben.